# Europa-Parlamentsvalget 2014
Europa-Parlamentsvalget 2014 var et politisk valg til Europa-Parlamentet, der blev afholdt mellem den 22. og 25. maj 2014. I Danmark blev valget afholdt søndag d. 25. maj 2014 - se Europa-Parlamentsvalget 2014 i Danmark. Det var den niende afstemning til parlamentet siden dets start i 1979.

## Baggrund
Valgdagene blev besluttet af Rådet. Valgene i 2014 blev afholdt i slutningen af maj i stedet for begyndelsen af juni, som det havde været tilfældet med tidligere valg til Europa-Parlamentet. Valgene blev bragt frem til at give mere tid til valget af en præsident for Europa-Kommissionen, og fordi de ellers ville være faldet sammen med pinseweekenden, som er skoleferie i mange medlemsstater.
Den igangværende Eurozone-krise, en udløber af Finanskrisen, begyndte flere måneder efter det sidste Parlamentsvalg i juni 2009. Selv om det påvirkede de fleste EU-lande, har de hårdest ramte økonomier været dem i det sydlige del af Europa: Grækenland, Cypern, Italien, Spanien, Portugal, men også Irland. Blandt årsagerne hertil kan være de barske stramninger, som væsentligt har påvirket den offentlige godkendelse af EU-lederskab. Den procentdel af grækerne som syntes om godkendelse af EU-lederskab faldt fra 32% i 2010 til 19% i 2013, mens der i Spanien, svandt mere end halvdelen fra 59% i 2008 til 27% i 2013. Samlet set kunne kun fire af de 27 medlemslande godkende EU lederskabet. Peter S. Goodman tyder på, at "mistro om traktater og konventioner, der holder det moderne Europa sammen, er høj". "Europas etablerede partier forventes generelt det, at lide deres værste præstation" siden 1979, med de tre mainstream partier (EPP, PES, ALDE) forventes at kollektivt få 63% af stemmerne, et tab på 10% siden 2009.

## Resultat
Tekst mangler, hjælp os med at skrive teksten